# Sara Kelly-Husain

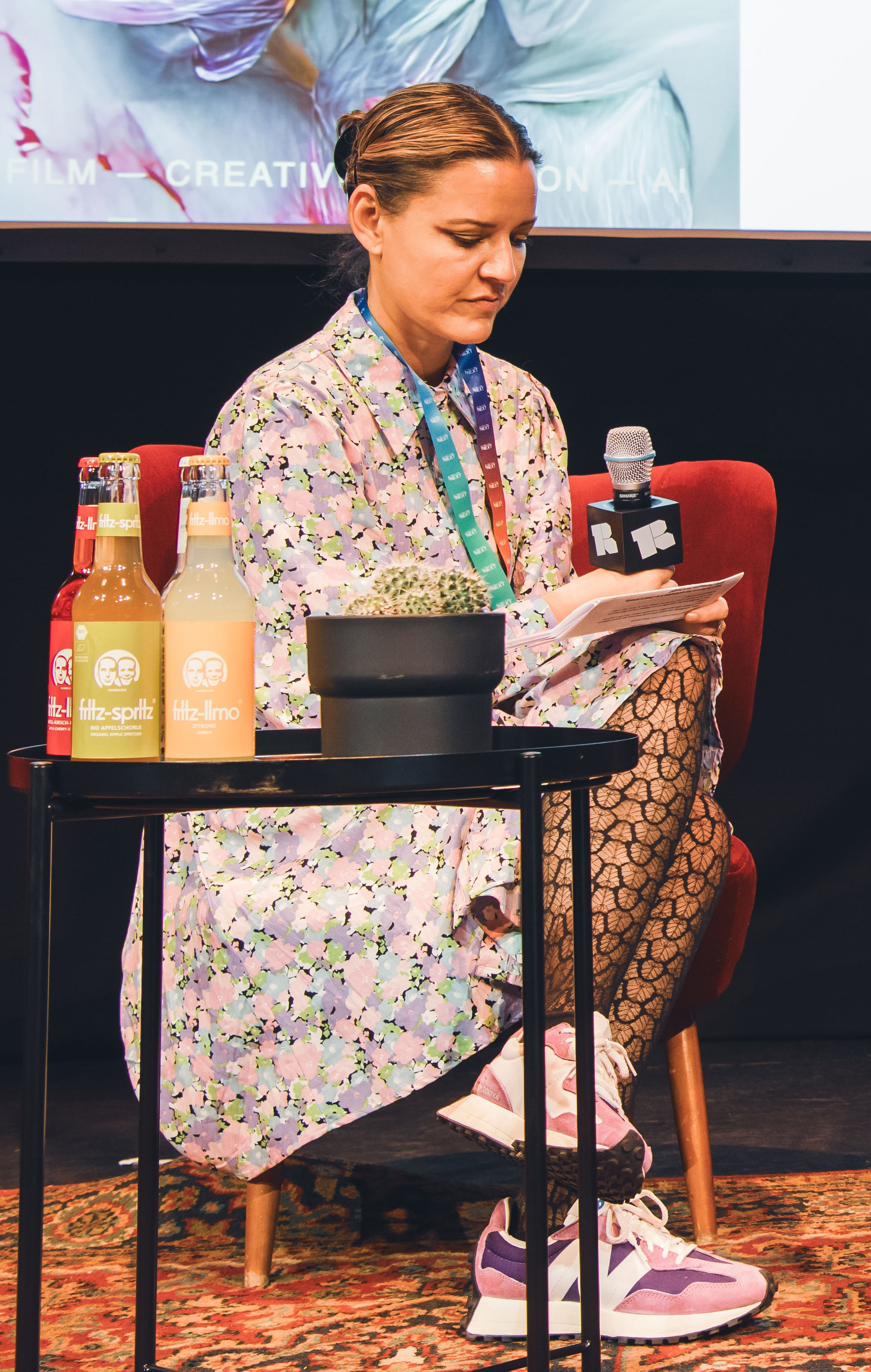
Sara Kelly-Husain

Sara Kelly-Husain (* 1980 in Karlsruhe) ist eine irische Schauspielerin, Moderatorin, Parodistin und Sprecherin.

## Leben und Karriere
Sara Kelly-Husain wurde als Tochter einer Irin und eines Pakistaners in Karlsruhe geboren. Nach einem Studium in London begann sie ihre Schauspielkarriere in Karlsruhe u. a. im Improvisationstheater und spielte am Sandkorn-Theater und am Staatstheater Karlsruhe. In Köln gehörte sie zum Ensemble des Horizont Theaters und war Teil der Improgruppe „Die Improvisatoren“. Beim Radiosender EinsLive war sie u. a. in den Radiocomedy-Formaten Giselle, die furzende Zahnbürste und Die Ossibournes zu hören und als Station Voice für den Satz „EinsLive hört“. Von 2000 bis 2003 war sie in der Gastrolle Jazzy als Freundin von Carmen Krause in der Comedy-Fernsehserie Hausmeister Krause zu sehen.
In Hamburg war sie einige Jahre Mitglied der Improgruppe „Steife Brise“. In der ARD-Satire- und Parodieshow Das Ernste parodierte sie Charlotte Roche, Anne Will, Barbara Schöneberger und Claudia Roth.
Im Jahr 2018 betrieb sie gemeinsam mit Madita Van Hülsen den Podcast Pod & the City, Digga. Sara Kelly-Husain ist Teil des von Tommi Schmitt entwickelten und co-produzierten Formats Podcasts – Der Podcast für Spotify, bei dem bekannte und populäre Podcasts parodiert werden. Darin parodiert sie unter anderem Charlotte Roche, Ines Anioli und Laura Larsson. Sie war auch Host des ADC-Podcasts Nägel und Köpfe. Sie ist außerdem Teil der täglichen Parodie Radio Comedy Promi Gruppe, in der sie u. a. Annalena Baerbock, Heidi Klum, Sylvie Meis und Cathy Hummels parodiert.
Sara Kelly-Husain arbeitet als Schauspielerin, Moderatorin und Sprecherin und lebt in Hamburg.

## Künstlerisches Wirken

### Sprecherin in Videospielen
- Mass Effect: Andromeda – PeeBee[8]
- Star Wars: The Old Republic – Onslaught (2019) / Senator Nebet
- The Elder Scrolls Online – Seyrene
- Pathologic 2 – Aspity (Englisch)
- Watch Dogs 2 – Sitara
- Heaven’s Hope – Shona (Englisch)
- Der Herr der Ringe Online – Éowyn
- Resident Evil Village – Bela Dimitrescu
- Valorant – Viper

### Regisseurin
- 2013: Full Metal Cruise (ZDFkultur)
- 2015: 25 Years Louder than Hell – The W:O:A Documentary (Blu-ray)